# Ильяшенко, Юлий Сергеевич
Юлий Сергеевич Ильяшенко (род. 4 ноября 1943, Москва, СССР) — советский и российский математик, доктор физико-математических наук, профессор. Один из основателей, ныне ректор Независимого московского университета. Старший брат известного московского священника отца Александра Ильяшенко.

## Биография
Учился в московской школе № 59. В 1965 году окончил механико-математический факультет МГУ, ученик Ландиса. В 1969 году окончил аспирантуру этого факультета и защитил кандидатскую диссертацию «Возникновение предельных циклов при возмущении уравнения {\displaystyle dw/dz=-R_{z}/R_{w}}, где {\displaystyle R(z,w)} — многочлен». С 1968 года преподаёт на кафедре дифференциальных уравнений этого факультета, сначала в должности ассистента, с июня 1972 года — в должности доцента.
В 1994 году защитил диссертацию «Топология фазовых портретов дифференциальных уравнений на вещественной и комплексной плоскости» и получил звание доктора физико-математических наук. Профессор механико-математического факультета МГУ (c 1996 года) и Корнеллского университета (США). Ведущий научный сотрудник Отдела дифференциальных уравнений Математического института им. В. А. Стеклова РАН, профессор факультета математики НИУ ВШЭ.
С сентября 1996 года — вице-президент Московского математического общества.
С февраля 2000 года — ректор Независимого московского университета.
Член редакционных коллегий и советов журналов:
- «Математическое просвещение»;
- «Функциональный анализ и его приложения»;
- «Journal of dynamical and control systems» (Springer, New York);
- «Ergodic theory and dynamical systems» (Cambridge Univ. Press, UK);
- Редактор (совместно С. М. Гусейн-Заде и с М. А. Цфасманом) международного «Moscow Mathematical Journal», издаваемого Независимым Московским университетом.

## Научная деятельность
Ильяшенко занимается различными вопросами теории дифференциальных уравнений и некоторыми смежными вопросами, в частности, аттракторами динамических систем, предельными циклами полиномиальных векторных полей, слоениями на аналитических кривых, нулями абелевых интегралов, бифуркациями полициклов.
В теории аттракторов он изучает новые локально типичные свойства негиперболических динамических систем. В начале 1990-х годов им доказана теорема о конечности числа предельных циклов полиномиального векторного поля на плоскости (в оригинальном доказательстве Дюлака им была обнаружена ошибка).